# 제17군 (독일 국방군)

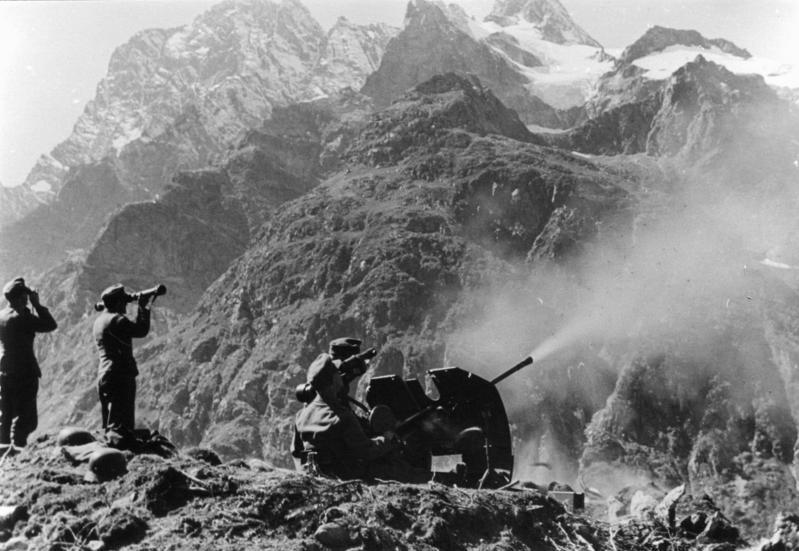

17 군(독일어: 17. Armee)은 독일 국방군의 야전군 중 하나이다. 1941년 6월 22일 창설했으며, 바르바로사 작전과 청색 작전, 스탈린그라드 전투에 참여한 경력이 있다. 1945년 5월 7일 해체했다.

## 같이 보기
- 제17군 (독일 제국)